# (199742) 2006 JD
2006 جاي دي (ويعرف أيضًا باسم (199742) 2006 جاي دي وفق تسمية الكوكب الصغير) (بالإنجليزية: 2006 JD)‏ هو كويكب ضمن حزام الكويكبات؛ وترتيبه 199742 من حيث الاكتشاف.
اكتُشف هذا الجُرم الفلكي بواسطة جيمس ويتني يونغ في 1 مايو 2006.

## وصلات خارجية
- (199742) 2006 JD في قاعدة بيانات مختبر الدفع النفاث لأجرام النظام الشمسي الصغيرة

- الاكتشاف · مخطط المدار ·  العناصر المدارية · المعلمات المادية

- (199742) 2006 JD على موقع ويكي سكاي: DSS2, SDSS, GALEX, IRAS, Hydrogen α, X-Ray, Astrophoto, Sky Map, Articles and images